# Adriano Comneno
Adriano Comneno (in greco antico: Ἁδριανὸς Κομνηνός?, Adrianos Komnenos; fra il 1060 e il 1065 – 1105 o fra il 1118 e il 1136) è stato un principe e generale bizantino, fratello dell'imperatore Alessio I Comneno.

## Biografia
Adriano Conmeno nacque fra il 1060 e il 1065 da Giovanni Comneno, fratello dell'imperatore bizantino Isacco I Comneno, e da Anna Dalassena: era il settimo figlio e il quarto maschio. Sua madre si assicurò che, come i suoi fratelli, ricevesse un'eccellente educazione. 
Nel 1081 suo fratello maggiore Alessio divenne imperatore e lo nominò protosebastos. Nel 1082, prese parte alle guerre in Tessaglia contro i Normanni, guidati da Roberto il Guiscardo e Boemondo. A seconda delle fonti, potrebbe aver guidato l'operazione vincente, che prevedeva che Adriano, fingendosi Alessio grazie alle insegne imperiali, fingesse di ritirarsi per permettere ad Alessio di colpire i Normanni alle spalle. Tuttavia, secondo altri il generale dell'operazione fu invece Niceforo Melisseno. Nell'agosto 1084, come ricompensa per il suo ruolo in guerra, Alessio assegnò a vita ad Adriano le rendite di Cassandra, nella Penisola Calcidica.
Alla fine del 1086 venne nominato grande domestico e prese parte alle guerre contro i Peceneghi: nel 1087 combatté a Silistra, guidando i mercenari franchi, ma la battaglia si concluse in una disastrosa sconfitta e Adriano sfuggì a malapena alla cattura. Combatté anche nella campagna del 1091, mentre non è registrata la sua presenza alla battaglia finale di Levounion. 
L'anno dopo, a Filippopoli, Adriano litigò con suo fratello Isacco, il quale riteneva che Adriano fosse l'istigatore delle accuse di cospirazione verso suo figlio Giovanni. In realtà, Adriano stesso era coinvolto in una congiura, guidata da Niceforo Diogene (figlio di Romano IV e di cui aveva sposato una sorellastra materna), per assassinare Alessio: Niceforo fu processato e accecato nel giugno 1094, dopo essere stato torturato perché rivelasse i nomi dei suoi complici, ma quali furono questi nomi e la sorte riservata loro non è nota, fatto sta che Adriano scompare dalle fonti dopo quella data, anche se alcuni ritengono che fosse fra quelli che Niceforo non tradì e che non solo prese parte al processo come giurato, ma che più tardi quello stesso anno svolse un ruolo nella condanna di Leone di Calcedonia durante il Concilio di Blacherne a Costantinopoli. 
A causa dell'incertezza relativa ai fatti del 1094, gli ultimi anni della sua vita e la sua data di morte sono oggetto di dibattito: la tradizione vuole che sia stato rinchiuso in monastero col nome di Giovanni e che morì nel 1105, mentre altri ritengono, basandosi su elenchi che registrano le morti notevoli divise per periodi, che sia morto fra il 1118 e il 1136. 

## Discendenza
Adriano sposò Zoe Ducaina, figlia di Costantino X ed Eudocia Macrembolitissa. Dopo la caduta in disgrazia di Adriano, Zoe potrebbe averlo seguito in monastero, dove prese nome Anna, e insieme aver commissionato la chiesa di Pammakaristos, a Istanbul, dove sarebbero sepolti.
Ebbero almeno un figlio e due figlie:
- Alessio Comneno. Sopravvisse fino all'età adulta ed ebbe almeno una figlia.
- Anna Comnena. Il nome non è certo.
- Alessia Comnena. Il nome non è certo. Potrebbe essere stata la moglie di Grimaldo II di Monaco, morta intorno al 1203.